# Frölundaborgs isstadion
Frölundaborgs isstadion är en inomhusarena i Göteborg. Anläggningen används normalt till ishockey och konståkning samt som träningshall för Frölunda HC. Även mässor, musikarrangemang och andra större evenemang förekommer. Namnet kommer från villaområdet Frölundaborg som arenan ligger i anslutning till. Anläggningen ingår i området Slottsskogsvallens idrottscentrum. Arenan har en publikkapacitet på 6 044 åskådare, varav 3 614 ståplatser och 2 430 sittplatser och invigdes den 12 september 1967 med en vänskapsmatch där Västra Frölunda IF besegrade svenska ishockeylandslaget med 4-3. Frölunda HC använder Frölunda borg som hemmaarena när Scandinavium är upptaget för andra ändamål. Frölunda HC använder även hallen vid Champions Hockey League matcher.